# NGC 1570
NGC 1570 (NGC 1571) é uma galáxia elíptica (E) localizada na direcção da constelação de Caelum. Possui uma declinação de -43° 37' 48" e uma ascensão recta de 4 horas, 22 minutos e 08,9 segundos.
A galáxia NGC 1570 foi descoberta em 4 de Dezembro de 1836 por John Herschel.